# Кристиян Кочилов
Кристиян Кочилов е български футболист, полузащитник.

## Биография
Кочилов е роден на 3 април 1990 г. във Враца. Започва да тренира футбол в детските гарнитури на „Локомотив“ (София). Последователно преминава през всички формации на клуба.
През 2009 г. преминава в „Сливнишки герой“, където изиграва повече от 140 мача в общо 6 сезона.
От есента на 2015 г. се състезава за тима на „Витоша“ (Бистрица) и изиграва близо 100 мача в Първа професионална футболна лига.
През септември 2020 г. футболистът се разделя с „Витоша“ (Бистрица) и подписва със „Спортист“ (Своге), но през 2021 година се завръща в отбора на „Витоша“.